# Andriej Wasilewski (ur. 1994)
Andriej Andriejewicz Wasilewski, ros. Андрей Андреевич Василевский (ur. 25 lipca 1994 w Tiumeni) – rosyjski hokeista, reprezentant Rosji.
Hokeistami zostali także jego ojciec Andriej (bramkarz) i brat Aleksiej (ur. 1993, obrońca).

## Kariera klubowa
- Tołpar Ufa (2009-2012)
- Saławat Jułajew Ufa (2012-2014)
- Syracuse Crunch (2014-2016)
- Tampa Bay Lightning (2014-)

Wychowanek Saławatu Jułajew Ufa. Od 2009 występował w juniorskiej drużynie Tołpar Ufa w rozgrywkach Mołodiożnaja Chokkiejnaja Liga. W 2011 został wybrany w KHL Junior Draft przez macierzysty Saławat Jułajew Ufa z numerem 7. Rok później w drafcie NHL z 2012 został wybrany przez Tampa Bay Lightning z numerem 19. W sezonie 2012/2013 zadebiutował w lidze KHL. W sezonie KHL (2013/2014) został kilkakrotnie wybierany najlepszym debiutantem w miesiącach i etapach play-off. Pod koniec kwietnia 2014 przedłużył kontrakt z klubem o dwa lata, a kilka dni później 6 maja 2014 podpisał kontrakt wstępny z Tampa Bay Lightning, po czym został przekazany do zespołu farmerskiego, Syracuse Crunch. W NHL podjął występy w sezonie 2014/2015. W połowie 2016 przedłużył kontrakt z TBJ o trzy lata, a w lipcu 2019 o osiem lat.

## Kariera reprezentacyjna
Został reprezentantem Rosji. Występował w kadrze juniorskiej kraju na turniejach mistrzostw świata do lat 18 w 2010, 2011, 2012, mistrzostw świata do lat 20 w 2012, 2013, 2014. W seniorskiej kadrze uczestniczył w turniejach mistrzostw świata edycji 2014, 2017, 2019, Pucharu Świata 2016.

## Sukcesy i wyróżnienia

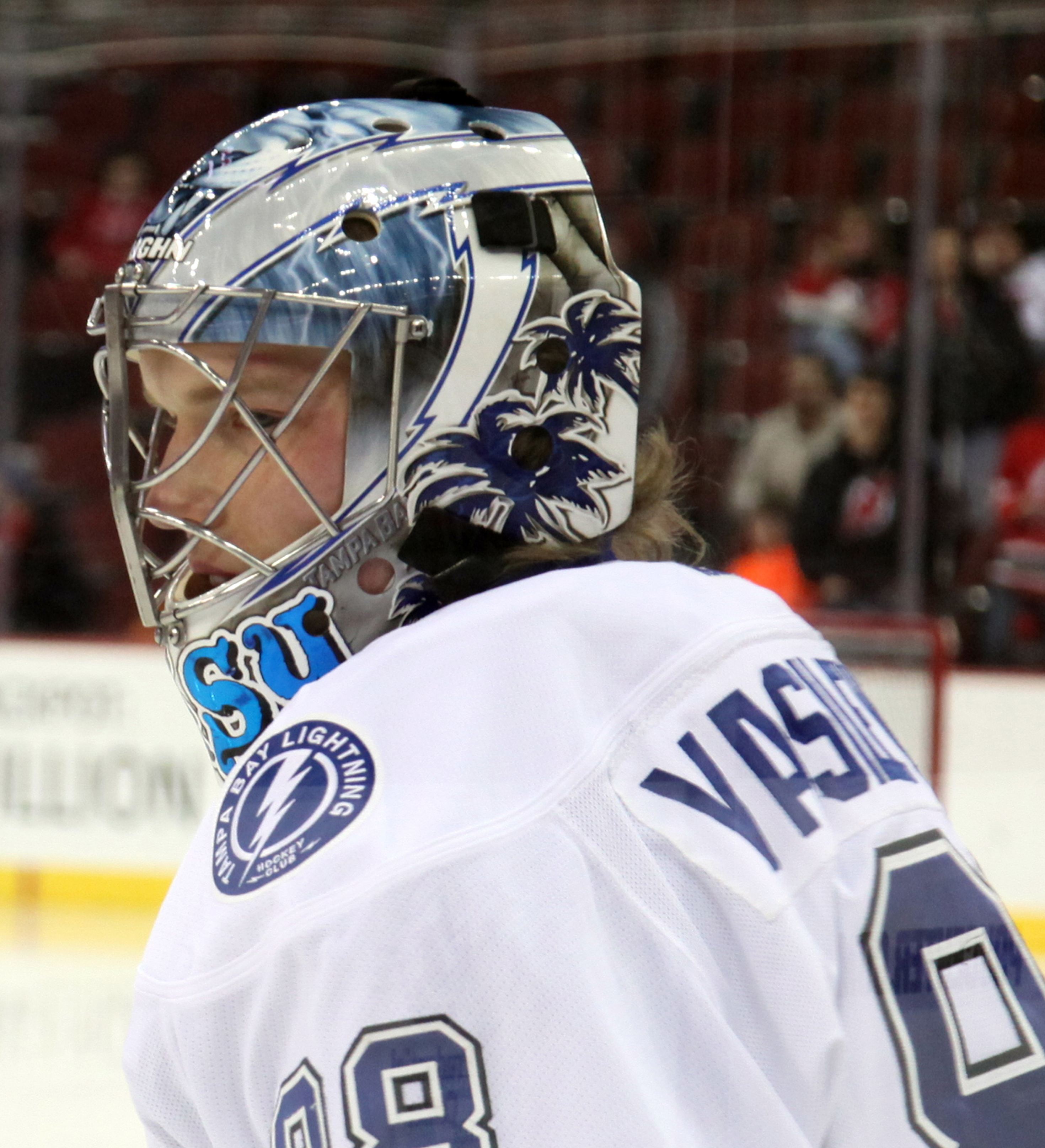
Andriej Wasilewski w barwach Tampa Bay Lightning (2014)

Reprezentacyjne
- Brązowy medal mistrzostw świata juniorów do lat 18: 2011
- Srebrny medal mistrzostw świata juniorów do lat 20: 2012
- Brązowy medal mistrzostw świata juniorów do lat 20: 2013, 2014
- Złoty medal mistrzostw świata: 2014
- Brązowy medal mistrzostw świata: 2017, 2019

Klubowe
- Brązowy medal MHL: 2010, 2011 z Tołparem Ufa
- Srebrny medal mistrzostw Rosji: 2014 z Saławatem Jułajew Ufa
- Puchar Stanleya: 2020 z Tampa Bay Lightning

Indywidualne
- Mistrzostwa świata do lat 18 w hokeju na lodzie mężczyzn 2010/Elita:
  - Trzecie miejsce w klasyfikacji skuteczności interwencji na turnieju: 89,66%[6]
  - Trzecie miejsce w klasyfikacji średniej goli straconych na mecz na turnieju: 2,65%
- Mistrzostwa świata do lat 18 w hokeju na lodzie mężczyzn 2011/Elita:
  - Pierwsze miejsce w klasyfikacji skuteczności interwencji na turnieju: 93,62%[7]
  - Drugie miejsce w klasyfikacji średniej goli straconych na mecz na turnieju: 2,62%
- Mistrzostwa świata do lat 18 w hokeju na lodzie mężczyzn 2012/Elita:
  - Trzecie miejsce w klasyfikacji skuteczności interwencji na turnieju: 92,20%[8]
  - Trzecie miejsce w klasyfikacji średniej goli straconych na mecz na turnieju: 2,20%
- Mistrzostwa Świata Juniorów w Hokeju na Lodzie 2012/Elita:
  - Pierwsze miejsce w klasyfikacji skuteczności interwencji na turnieju: 95,31%[9]
  - Drugie miejsce w klasyfikacji średniej goli straconych na mecz na turnieju: 2,01%
  - Jeden z trzech najlepszych zawodników reprezentacji
- Mistrzostwa Świata Juniorów w Hokeju na Lodzie 2013/Elita:
  - Drugie miejsce w klasyfikacji skuteczności interwencji na turnieju: 95,00%[10]
  - Trzecie miejsce w klasyfikacji średniej goli straconych na mecz na turnieju: 1,81%
  - Jeden z trzech najlepszych zawodników reprezentacji
- KHL (2013/2014):
  - Najlepszy pierwszoroczniak miesiąca – wrzesień 2013, listopad 2013, marzec 2014, kwiecień 2014
  - Najlepszy pierwszoroczniak – ćwierćfinały konferencji, półfinały konferencji, finały konferencji
  - Piąte miejsce w klasyfikacji skuteczności interwencji w fazie play-off: 93,4%
  - Nagroda dla najlepszego pierwszoroczniaka sezonu KHL im. Aleksieja Czeriepanowa[11]
  - Nagroda za najlepszą bramkarska obrona sezonu (w głosowaniu kibiców)
- Mistrzostwa Świata Juniorów w Hokeju na Lodzie 2014/Elita:
  - Drugie miejsce w klasyfikacji skuteczności interwencji na turnieju: 93,33%[12]
  - Trzecie miejsce w klasyfikacji średniej goli straconych na mecz na turnieju: 1,83%
  - Jeden z trzech najlepszych zawodników reprezentacji na turnieju[13]
- Mistrzostwa Świata w Hokeju na Lodzie 2017/Elita:
  - Trzecie miejsce w klasyfikacji skuteczności interwencji w turnieju: 93,56%[14]
  - Piąte miejsce w klasyfikacji średniej goli straconych na mecz na turnieju: 1,72
  - Pierwsze miejsce w klasyfikacji liczby meczów bez straty gola w turnieju: 3
  - Pierwsze miejsce w klasyfikacji liczby obronionych strzałów w turnieju: 218
  - Skład gwiazd turnieju[15]
  - Najlepszy bramkarz turnieju[16]
  - Jeden z trzech najlepszych zawodników reprezentacji w turnieju[17]
- NHL (2017/2018): występ w NHL All-Star Game 2018
- Mistrzostwa Świata w Hokeju na Lodzie 2019/Elita:
  - Pierwsze miejsce w klasyfikacji skuteczności interwencji na turnieju: 94,58%[18]
  - Drugie miejsce w klasyfikacji średniej goli straconych na mecz na turnieju: 1,60
  - Pierwsze miejsce w klasyfikacji liczby meczów bez straty gola w turnieju: 2
  - Drugie miejsce w klasyfikacji liczby obronionych strzałów w turnieju: 227
  - Jeden z trzech najlepszych zawodników reprezentacji w turnieju[19]
  - Najlepszy bramkarz turnieju[20][21]
  - Skład gwiazd turnieju[22]

Wyróżnienie
- Zasłużony Mistrz Sportu Rosji w hokeju na lodzie (2014)

Odznaczenie
- Order Honoru (2014)[23]